# Deutsche Fußballmeisterschaft 1975 (Frauen)
Die deutsche Fußballmeisterschaft 1975 der Frauen war die zweite deutsche Fußballmeisterschaft, die der DFB im Frauenfußball ausrichtete. Deutscher Meister wurde der Bonner SC, der im Finale Bayern München mit 4:2 schlug. Für den BSC war es die bisher einzige Meisterschaft.

## Teilnehmer
Folgende Mannschaften haben sich als beste Mannschaft ihres Landesverbandes für die Endrunde qualifiziert:
| Regionalverband Nord | Regionalverband West                                                                 | Regionalverband Südwest                                                                  | Regionalverband Süd | Berlin                   |
| - Bremen: TSV Wulsdorf - Hamburg: Lorbeer Rothenburgsort - Niedersachsen: TV Jahn Delmenhorst - Schleswig-Holstein: Wiker SV | - Mittelrhein: Bonner SC - Niederrhein: KBC Duisburg - Westfalen: DJK Eintracht Erle | - Rheinland: SC 07 Bad Neuenahr - Saarland: FC Hellas Marpingen - Südwest: TuS Wörrstadt | - Baden SV Schlierstadt 1921 - Bayern FC Bayern München - Hessen: TSV Battenberg - Südbaden: SpVgg Wiehre - Württemberg: VfL Schorndorf | - Tennis Borussia Berlin |

## Vorrunde
Die 16 Teilnehmer wurden in vier Gruppen zu je vier Mannschaften eingeteilt. Innerhalb einer jeder Gruppe wurde im K.-o.-System mit Hin- und Rückspiel die Gruppensieger ermittelt. Die Spiele fanden am 11., 18. und 25. Mai sowie am 1. Juni 1975 statt.

### Gruppe 1
|                        | Gesamt |                        | Hinspiel | Rückspiel |
| ---------------------- | ------ | ---------------------- | -------- | --------- |
| TV Jahn Delmenhorst    | 2:8    | Tennis Borussia Berlin | 1:4      | 1:4       |
| Wiker SV               | 4:3    | TSV Wulsdorf           | 2:1      | 2:2       |
| Tennis Borussia Berlin | 4:1    | Wiker SV               | 2:1      | 2:0       |

Tennis Borussia Berlin wurde Gruppensieger und qualifizierte sich für die Endrunde.

### Gruppe 2
|                        | Gesamt |                    | Hinspiel | Rückspiel |
| ---------------------- | ------ | ------------------ | -------- | --------- |
| KBC Duisburg           | 1:2    | DJK Eintracht Erle | 0:1      | 1:1       |
| Lorbeer Rothenburgsort | 1:9    | Bonner SC          | 1:2      | 0:7       |
| DJK Eintracht Erle     | 00:11  | Bonner SC          | 0:5      | 0:6       |

Der Bonner SC wurde Gruppensieger und qualifizierte sich für die Endrunde.

### Gruppe 3
|                    | Gesamt |                    | Hinspiel | Rückspiel |
| ------------------ | ------ | ------------------ | -------- | --------- |
| TSV Battenberg     | 2:6    | SC 07 Bad Neuenahr | 2:2      | 0:4       |
| TuS Wörrstadt      | 7:1    | SpVgg Wiehre 04    | 2:1      | 5:0       |
| SC 07 Bad Neuenahr | 0:5    | TuS Wörrstadt      | 0:3      | 0:2       |

Der TuS Wörrstadt wurde Gruppensieger und qualifizierte sich für die Endrunde.

### Gruppe 4
|                   | Gesamt |                     | Hinspiel | Rückspiel |
| ----------------- | ------ | ------------------- | -------- | --------- |
| SV Schlierstadt   | 2:5    | VfL Schorndorf      | 1:1      | 1:4       |
| FC Bayern München | 7:1    | FC Hellas Marpingen | 6:1      | 1:1       |
| VfL Schorndorf    | 01:11  | FC Bayern München   | 0:5      | 1:6       |

Bayern München wurde Gruppensieger und qualifizierte sich für die Endrunde.

## Endrunde
Die Endrunde wurde am 14. und 15. Juni 1975 ausgetragen. Die Halbfinals fanden in Wesseling, das Spiel um Platz 3 und das Finale in Bad Godesberg statt.

### Halbfinale
|                   | Ergebnis |                        |
| ----------------- | -------- | ---------------------- |
| FC Bayern München | 2:1      | Tennis Borussia Berlin |
| TuS Wörrstadt     | 0:4      | Bonner SC              |

### Spiel um Platz 3
|                        | Ergebnis |               |
| ---------------------- | -------- | ------------- |
| Tennis Borussia Berlin | 3:2      | TuS Wörrstadt |

### Finale
| Bonner SC                                                      | Bonner SC | FC Bayern München | FC Bayern München |
| -------------------------------------------------------------- | --- | --- | ----------------- |
| Bonner SC                                                      | \| Sonntag, 15. Juni 1975 in Bad Godesberg (Sportpark Pennenfeld) \| \| Ergebnis: 4:2 (2:2) \| \| Zuschauer: 2.337 \| \| Schiedsrichter: Günter Linn (Altendiez) \|                                                                       | \| Sonntag, 15. Juni 1975 in Bad Godesberg (Sportpark Pennenfeld) \| \| Ergebnis: 4:2 (2:2) \| \| Zuschauer: 2.337 \| \| Schiedsrichter: Günter Linn (Altendiez) \|                             | FC Bayern München |
| Bonner SC                                                      | Hannelore Klein – Monika Bädorf, Bärbel Riebartsch, Angelika Schmitt, Christa Nüsser – Erika Neuenfeldt, Beverly Ranger, Karin Pätzold – Charlotte Nüsser, Anne Trabant-Haarbach, Anneliese Wurps Spielertrainerin: Anne Trabant-Haarbach | Lydia Köhl – Hildegard Leroy, Heidemarie Kasimir, Anna Völkl, Monika Schmidt – Sissy Raith, Michel, Christine Süß – Doris Niederlöhner, Inge Mayerhofer, Gertrud Langer Cheftrainer: Fritz Bank | FC Bayern München |
| Bonner SC                                                      | 1:1 Anne Trabant-Haarbach (26.) 2:2 Beverly Ranger (37.) 3:2 Charlotte Nüsser (48.) 4:2 Charlotte Nüsser (59.) | 0:1 Doris Niederlöhner (3.) 1:2 Gertrud Langer (27.) | FC Bayern München |
| Bonner SC                                                      | Trabant-Haarbach vergibt Handelfmeter (30.) | | FC Bayern München |
| Sonntag, 15. Juni 1975 in Bad Godesberg (Sportpark Pennenfeld) | | |                   |
| Ergebnis: 4:2 (2:2)                                            | | |                   |
| Zuschauer: 2.337                                               | | |                   |
| Schiedsrichter: Günter Linn (Altendiez)                        | | |                   |